# ژوئه لتور
شهر ژوئه لتور (به فرانسوی: Joué-lès-Tours) در شهرستان اندر الوآر در ناحیه سانتر (فرانسه) با جمعیت ۳۶٬۲۳۳ نفر در کشور فرانسه واقع شده‌است